# Alexandra Aikhenvald
Alexandra Yurievna "Sasha" Aikhenvald é uma linguista russa conhecida por seus trabalhos sobre tipologia linguística, tendo estudado línguas da Amazônia (especialmente o grupo aruaque) e da Austrália. Aikhenvald foi professora da Universidade Federal de Santa Catarina e é professora distinta da Universidade James Cook, na Austrália.